# Stena Kalama
Stena Kalama este o arie protejată (arie specială de conservare — SAC, sit de importanță comunitară — SCI) din Grecia întinsă pe o suprafață de 1.834,19 ha, integral pe uscat.

## Localizare
Centrul sitului Stena Kalama este situat la coordonatele 39°37′24″N 20°29′10″E / 39.623407°N 20.486192°E.

## Înființare
Situl Stena Kalama a fost declarat sit de importanță comunitară în aprilie 1997 pentru a proteja 5 specii de animale. Situl a fost protejat și ca arie specială de conservare în martie 2011.

## Biodiversitate
Situată în ecoregiunea mediteraneană, aria protejată conține 6 habitate naturale: Râuri mediteraneene cu debit permanent cu specii de Paspalo-Agrostidion și galerii riverane de Salix și de Populus alba, Pante stâncoase calcaroase cu vegetație casmofită, Păduri panonice-balcanice de stejar turcesc - stejar sesil, Păduri de Quercus trojana, Păduri de Platanus orientalis și Liquidambar orientalis (Platanion orientalis), Păduri de Quercus ilex și Quercus rotundifolia.
La baza desemnării sitului se află mai multe specii protejate:
- mamifere (2): vidră de râu (Lutra lutra), urs brun (Ursus arctos)
- pești (2): Pelasgus thesproticus, Telestes pleurobipunctatus
- reptile (1): țestoasă bănățeană (Testudo hermanni)

Pe lângă speciile protejate, pe teritoriul sitului au mai fost identificate 1 specie de plante, 3 specii de amfibieni, 2 specii de mamifere, 1 specie de nevertebrate, 1 specie de pești, 4 specii de reptile.